# Rennell-bellona

Le rennell-bellona, aussi appélé rennellais ou rennellien, est une langue polynésienne parlée aux îles Rennell et Bellona (Salomon) dans une exclave polynésienne. Elle comprend les dialectes de Munggava (Rennell, Mugaba), Mungiki (Mugiki, Bellonese, Bellona). Elle est parlée par 4 390 locuteurs en 1999. C'est une langue VSO. Un dictionnaire et une grammaire ont été publiées par le linguiste danois Samuel H. Herbert.